# Titanosiphon neoartemisiae
Titanosiphon neoartemisiae är en insektsart som först beskrevs av Takahashi, R. 1921.  Titanosiphon neoartemisiae ingår i släktet Titanosiphon och familjen långrörsbladlöss. Inga underarter finns listade i Catalogue of Life.